# Armstrong Whitworth Siskin

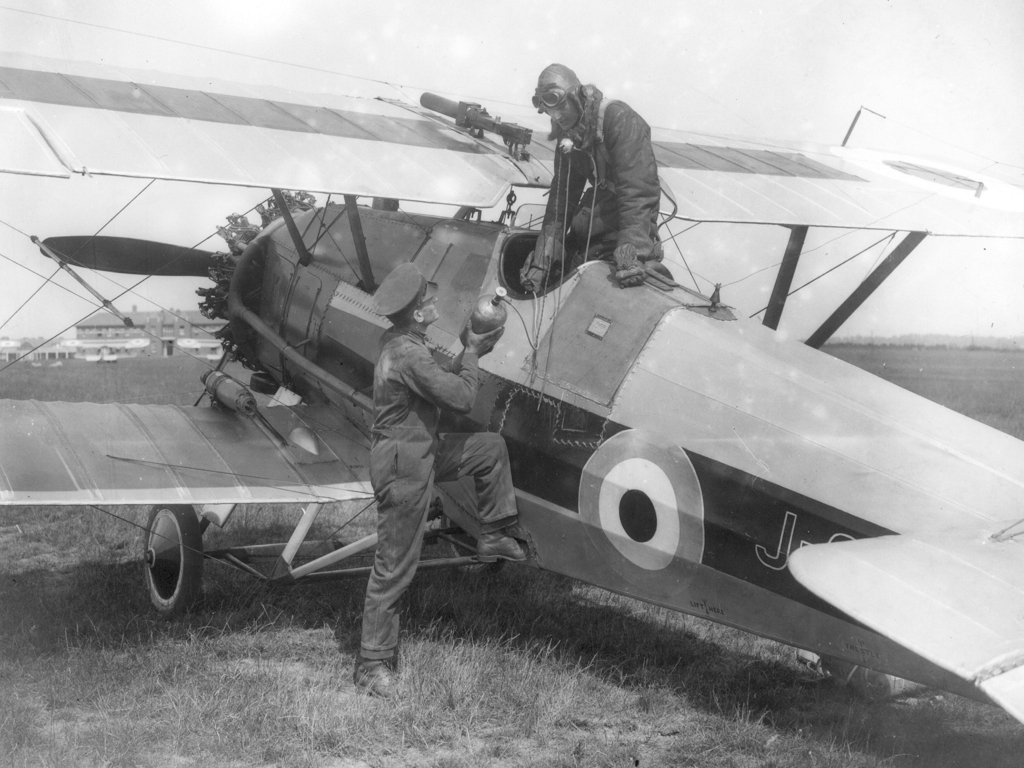
Armstrong-Whitworth Siskin IIIa z 41. perutě RAF v Northoltu

Armstrong Whitworth Siskin (česky: Čížek lesní) bylo dvouplošné stíhací letadlo vyráběné ve 20. letech britskou firmou Armstrong Whitworth. Siskin byl jedním z prvních stíhacích letounů RAF projektovaných po první světové válce. Byl známý svými akrobatickými schopnostmi.

## Vývoj
Siskin vznikl vylepšením letounu z roku 1919 Siddeley Deasy S.R.2 Siskin s devítiválcovým hvězdicovým motorem ABC Dragonfly o výkonu 235 kW (Siddeley Deasy byla mateřská společnost firmy Armstrong Whitworth). V březnu 1921 byl zalétán s novým motorem Armstrong Siddeley Jaguar a trupem z ocelových trubek Armstrong Whitworth Siskin Mk.II (imatrikulace G-EBEU). V roce 1922 tento stroj vyhrál Královský pohár průměrnou rychlostí 239 km/h.
24. března 1924 vzlétla poprvé další verze, Siskin III a stala se společně s dvoumístnou verzí Siskin IIIDC první celokovovou stíhačkou ve službách Royal Air Force. Siskin byl používán jedenácti perutěmi RAF a množstvím zahraničních uživatelů, včetně Kanady, která tento typ vyřadila ze služby až v roce 1939.
21. října 1924 zalétal tovární pilot firmy Armstrong-Whitworth, se sídlem v Coventry, Frank Courtney první Siskin IIIA. Byl poháněn hvězdicovým dvouřadovým čtrnáctiválcovým motorem Armstrong Whitworth Jaguar IV o výkonu 283 kW s mechanickým kompresorem, nebo nepřeplňovanými motory Armstrong Siddeley Jaguar II o 240 kW. Dosahoval maximální rychlosti 251 km/h a stal se prvním stíhacím letounem RAF standardně vybaveným radiostanicí. Na licenční výrobě se podílely rovněž společnosti Blackburn Aircraft Limited, Bristol Aeroplane Company, Gloster a Vickers (asi 250 kusů).

## Varianty
- Siddeley Deasy S.R.2 Siskin – vývojové stroje (3 ks)
- Siskin II – civilní prototyp (1 ks)
- Siskin III – celokovová sériová verze (64 ks pro RAF)
- Siskin IIIA – hlavní výrobní varianta (celkem 348 ks; 340 ks pro RAF, 9 ks pro RCAF)
- Siskin IIIB – prototyp s vylepšeným motorem (1 ks)
- Siskin IIIDC – dvoumístná verze s dvojím ovládáním (celkem 53 ks; 47 ks pro RAF, 1 ks pro RCAF, 2 ks pro AST, 2 ks pro Estonsko)
- Siskin IV – civilní závodní verze (1 ks)
- Siskin V – civilní verze pro Rumunsko, ale po zrušení objednávky používaná k závodění (2 ks)

## Uživatelé
- Kanada

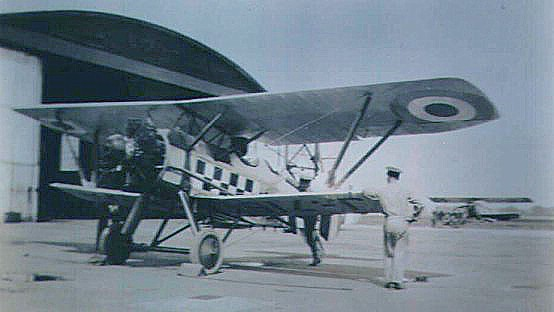
Armstrong Whitworth Siskin, 56. peruť RAF, North Weald

  - Royal Canadian Air Force Na začátku roku 1926 prošly dva Mk.III zimními zkouškami, po jejichž úspěšném zakončení zakoupilo RCAF v roce 1927 a 1928 čtyři stroje Mk.IIIA, v roce 1929 další čtyři spolu s jedním Mk.IIIDC a poslední Mk.IIIA přišel v roce 1931. Posledních pět Siskinů bylo z výzbroje 1. stíhací perutě RCAF vyřazeno v červnu 1939.
- Estonsko
- Švédsko
- Velká Británie
  - Royal Air Force První jednotkou, která obdržela nové Siskiny Mk.IIIA, byla 111. peruť následovaná v březnu 1925 perutí č. 41. Od srpna do listopadu 1925 přezbrojila na Siskin IIIA peruť č. 1, v září 1925 56. peruť, která letouny vyřadila až v srpnu 1932. Mezi březnem a zářím 1928 obdrželo letouny Siskin postupně dalších pět perutí-29., 19., 32., 43. a 17. Poslední přezbrojená peruť č. 25 začala létat na těchto strojích v červenci 1929.
  - Air Service Training Limited – civilní uživatel

## Specifikace (Siskin IIIA)
Podle The British Fighter since 1912

### Technické údaje
- Posádka: 1
- Délka: 7,72 m
- Rozpětí: 10,11 m
- Výška: 3,10 m
- Plocha křídel: 27,22 m²
- Prázdná hmotnost: 935 kg
- Max. vzletová hmotnost : 1366 kg

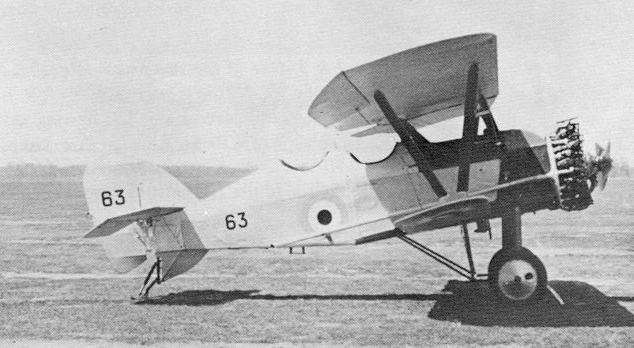
Armstrong Whitworth Siskin IIIDC, RCAF

- Pohonná jednotka: 1× hvězdicový motor Armstrong Siddeley Jaguar IV
- Výkon pohonné jednotky: 450 hp (336 kW)

### Výkony

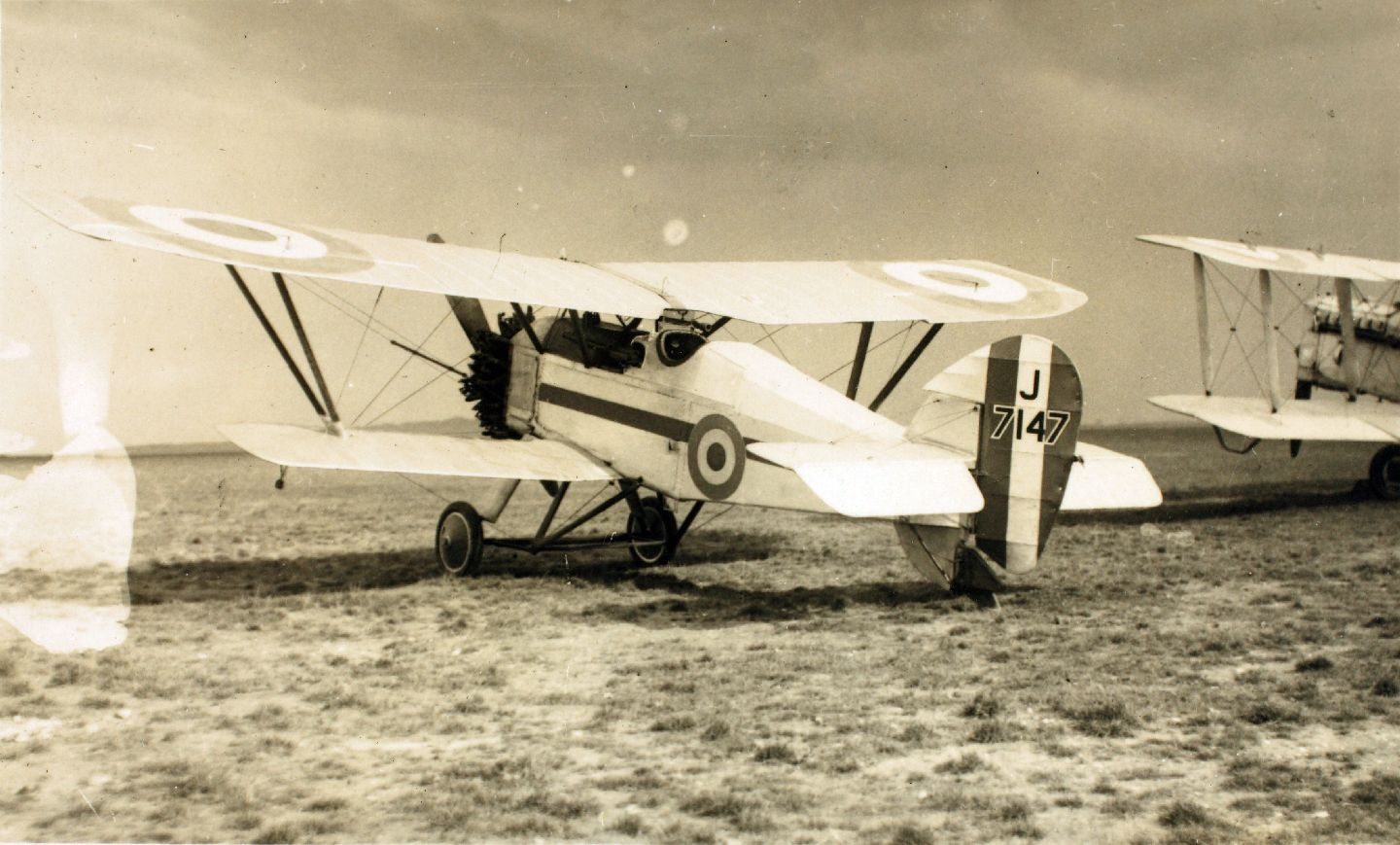
Armstrong Whitworth Siskin III (J7147), RAF

- Maximální rychlost: 251 km/h na úrovni mořské hladiny
- Dolet: 450 km
- Dostup: 8230 m
- Stoupavost: 900 m/min

### Výzbroj
- 2 × synchronizovaný kulomet Vickers ráže 7,7 mm
- až čtyři 20lb tříštivotrhavé pumy pod spodním křídlem